# Kianoosh Mostaghimi
Kianoosh "Kia" Mostaghimi, född 14 juli 1976, är en svensk fotbollstränare av iransk härkomst. 
Mostaghimi är uppväxt i Teheran och inledde sin tränarkarriär där redan som 16-årig. I Sverige började han som ungdomstränare i IFK Täby. Som ungdomstränare har han varit knuten till IFK Täby, Stockholmspolisen, Hammarby IF Fotboll, Djurgården fotboll, Sollentuna FK. År 2009 valde Afshin Ghotbi, Mostaghimi som hans assisterande och matchanalytiker för det Iranska herrlandslaget. Mostaghimi har även jobbat som assisterande tränare för Steel Azin i den iranska högstaligan (2010). Mostaghimi återvände till Stockholm i december 2010 och tog över olika lag i Sverige. År 2016 valdes Mostaghimi som distriktsförbundskapten och UEFA-instruktör av Stockholm fotbollförbund, där han jobbar som huvudtränare, talangutvecklare och tränarinstruktör. År 2019 valdes Mostaghimi av den före detta landslagskaptenen och Celtic FC och AIK ikonen Johan Mjällby, som hans första assisterande i FC Stockholm Internazionale. Kianoosh har även jobbat som fotbollsexpert för Sveriges Radio.

## Utbildning
UEFA-A (SVFF-GIH)
Sport Management & football coaching (GIH)
Football speed and fitness (Bosön)
IT-ingenjör (KTH)

## Klubbar som tränare
- Pågående: Tränarutbildare STFF
- 2018-2020: FC Stockholm Internazionale
- 2017-2018: Distriktsförbundskapten STFF
- 2014: Syrianska FC U21 & U19 Huvudtränare (Elitallsvenskan)
- 2011: Syrianska IF Kerburan, Tränare (Div 1)
- 2011: Arameiska/Syrianska Botkyrka IF, tränare (Div 2)
- 2010: Steel Azin, assisterande tränare (Iran Pro League)
- 2009: Iran national football team, assisterande tränare och matchanalytiker
- 2009: Sollentuna Fotboll IF,juniorlag
- 2003-2004: Stockholmspolisen, juniorlag U21
- 2002: IFK Täby, ungdomslag

## Meriter
- 2017: Svensk Mästare med U17 Distriktslag
- 2012: Liga-vinnare med U15 Djurgården IF
- 2009: VM-kval Iranska herrlandslaget
- 2009: Asiatiska mästerskap, Iranska herrlandslaget